# Reich Niani

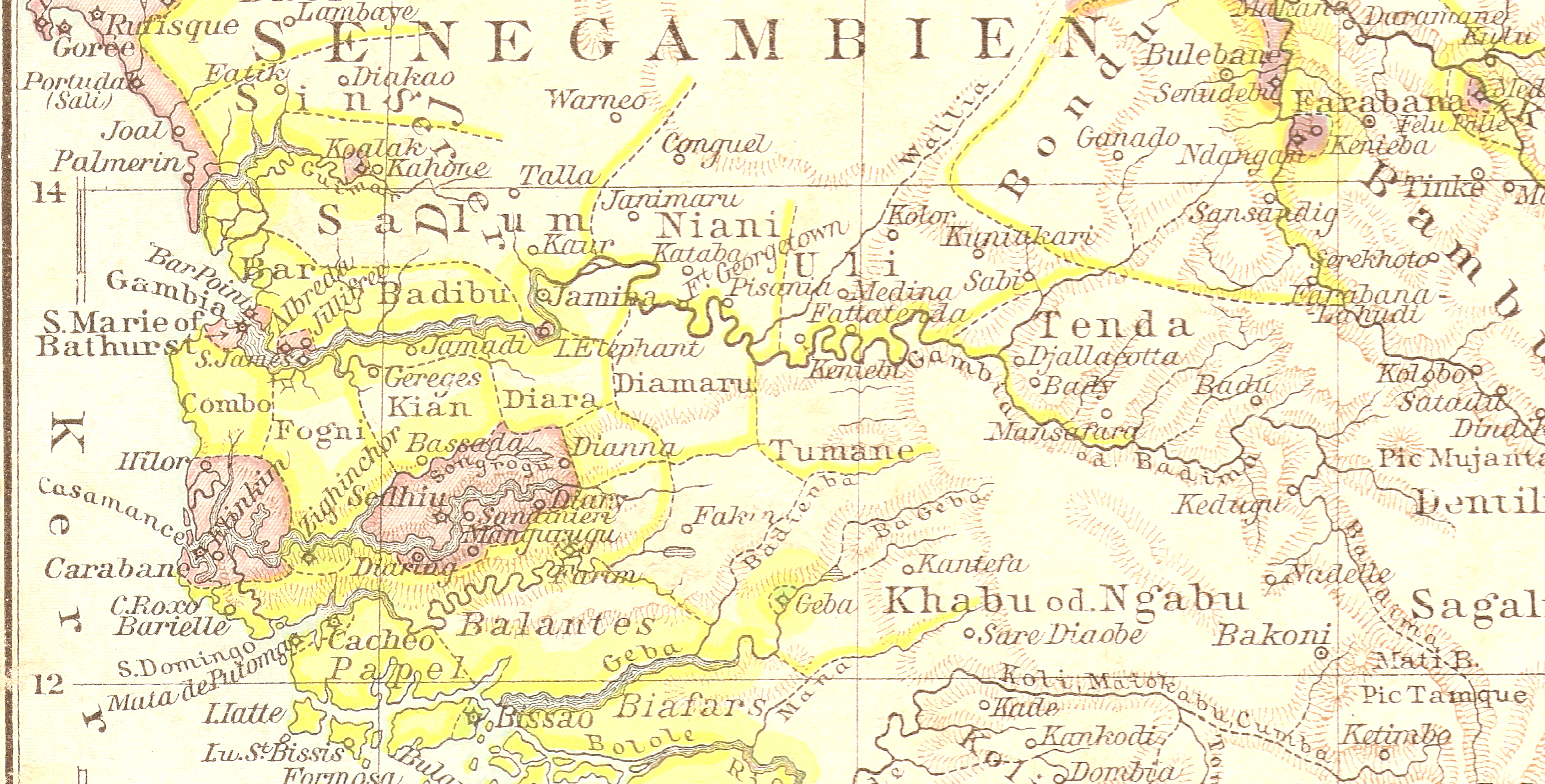
Karte von Senegambia

Das Reich Niani war ein historisches Reich auf dem Gebiet der heutigen westafrikanischen Staaten Gambia und Senegal.
Niani lag am nördlichen Ufer des Gambia, orografisch auf der rechten Seite. Im Westen wurde es durch den Nianija Bolong begrenzt, dort lag benachbart das Reich Saloum. Im Osten lag das Reich Wuli, hier wurde es durch den Sandugu Bolong als Landmarke begrenzt. Nach Norden erstreckte sich Niani weit über die heutige Grenze zu Senegal hinweig.

## Geschichte
Im frühen 19. Jahrhundert spaltete sich das Reich in zwei von den Mandinka dominierten Königreiche, in Lower Niani (französisch Haut Niani) und Upper Niani (französisch Bas Niani). Ende des 19. Jahrhunderts machten die britischen Kolonialherren im Protektorat Britisch-Gambia aus dem Gebiet zwei Distrikte. Aus Lower Niani wurde der Distrikt Niani und Upper Niani wurde in dem Distrikt Sami umbenannt.
Die gambischen Distrikte Niani und Nianija in der Central River Region nehmen Bezug auf dieses Reich. Niani und Sami waren ab den Parlamentswahlen 1962 zwei getrennte Wahlkreise, 1997 trennte man Niamina als eigenen Wahlkreis ab.

Die heutigen Distrikte in Gambia in der Central River Region
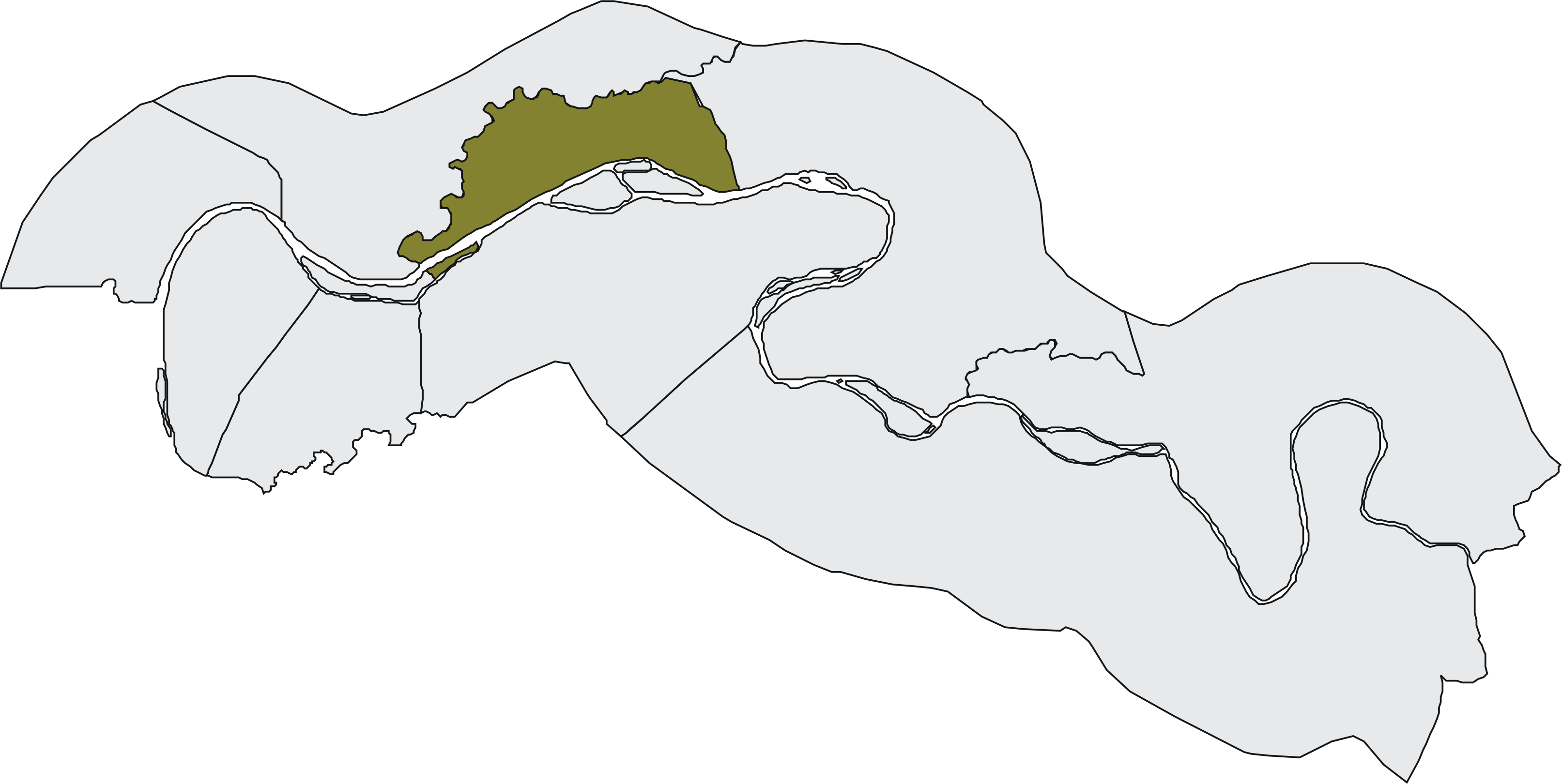
Der Distrikt Nianija
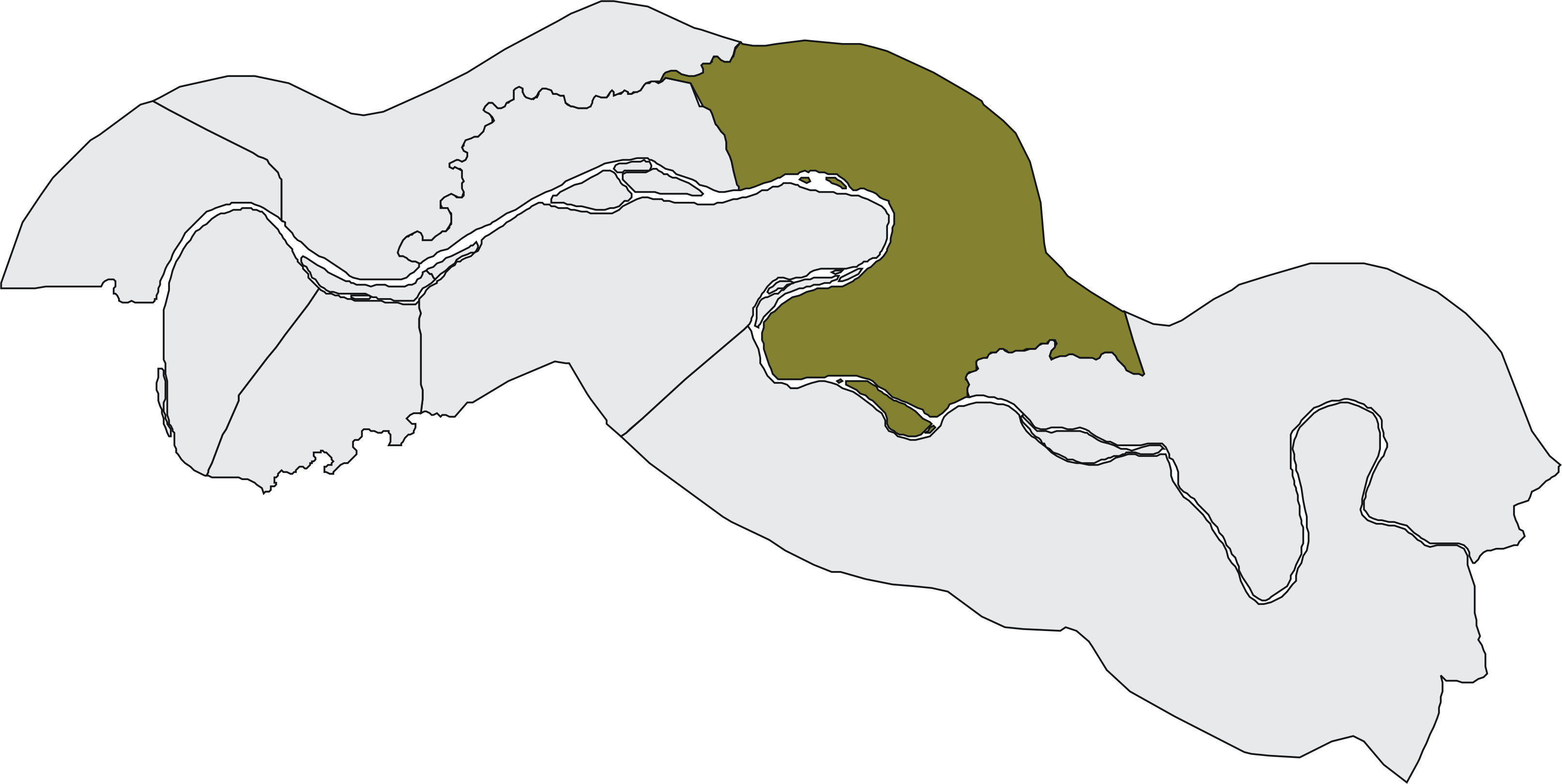
Der Distrikt Niani
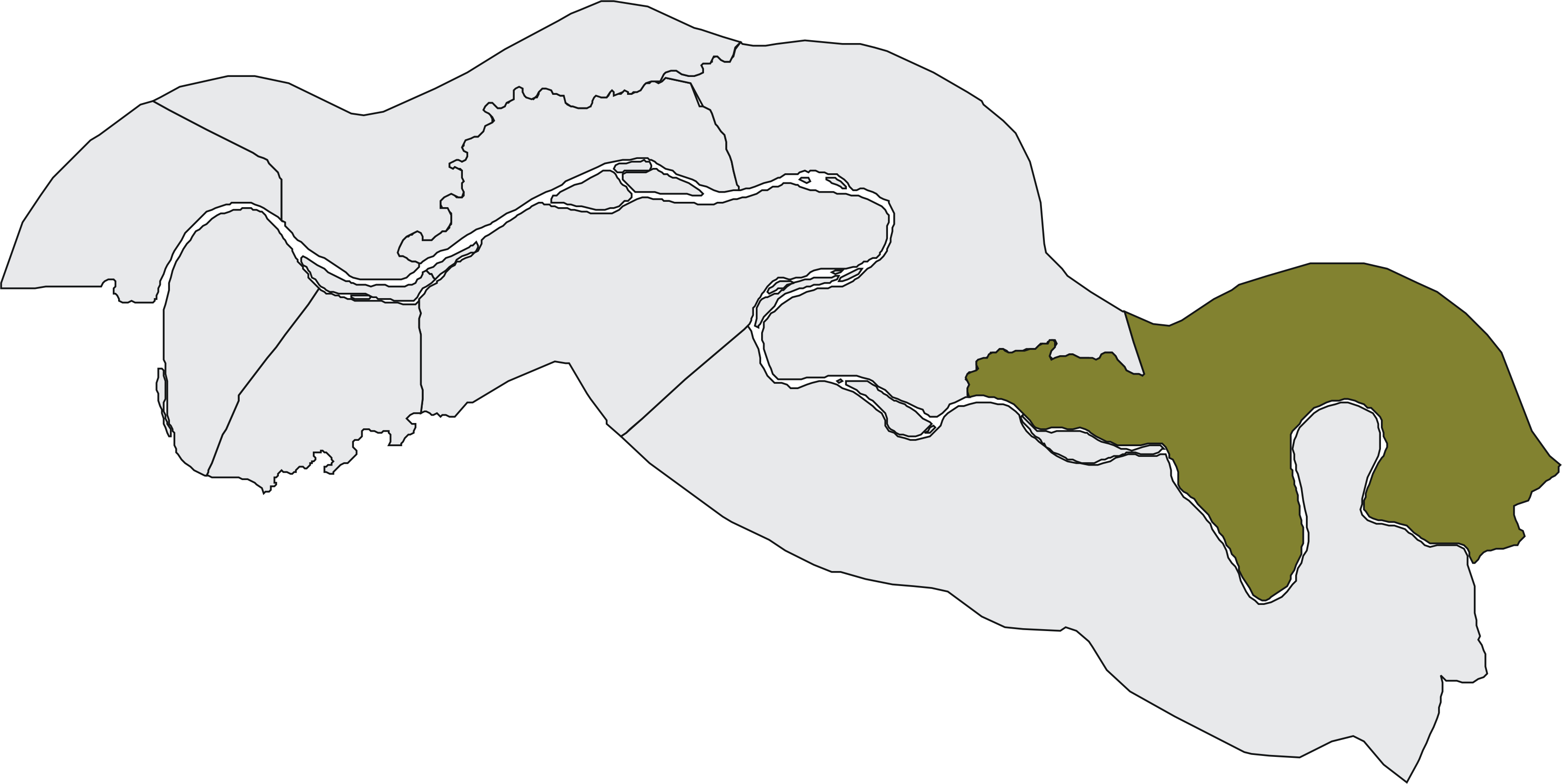
Der Distrikt Sami

## Kultur und Sehenswürdigkeiten

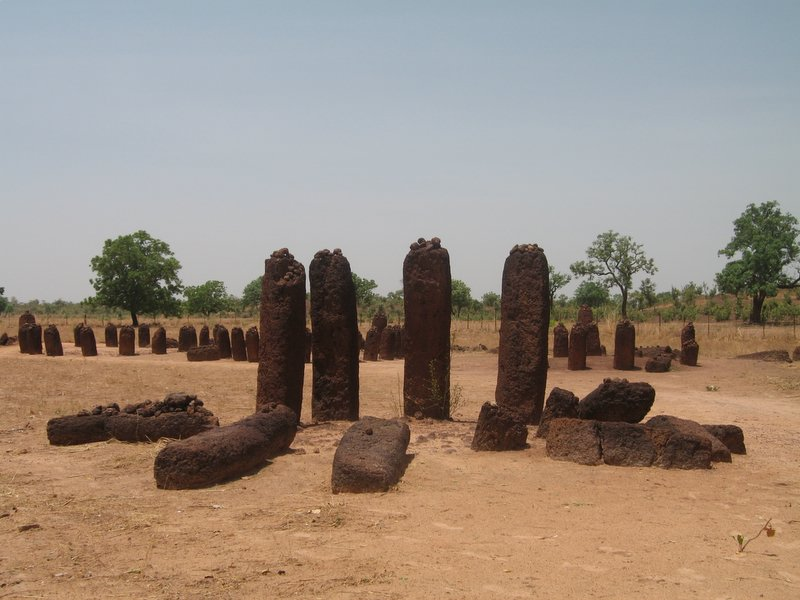
Beispiel der senegambischen Steinkreise, hier in Wassu

In dem Gebiet des ehemaligen Niani, wie in dem Gebiet Saloum, lassen sich zahlreiche Senegambische Steinkreise finden. Die bekanntesten liegen bei Wassu.